# 北陸電気工事
北陸電気工事株式会社（ほくりくでんきこうじ、英: HOKURIKU ELECTRICAL CONSTRUCTION CO.,LTD.）は、富山県富山市に本社を置く北陸電力グループの電気設備工事、電力関連工事、電気通信工事などを行う総合設備企業である。業務は北陸電力エリアの富山県、石川県、福井県を中心に行っている。

## 沿革
- 1944年 - 北陸電気工事株式会社設立。
- 1986年 - 大阪証券取引所2部上場。
- 1990年 - 東京証券取引所2部上場。
- 1992年 - 東京証券取引所、大阪証券取引所各1部指定替え。
- 2007年9月11日 - 大阪証券取引所上場廃止。
- 2015年3月23日 - 北陸電力の子会社となる。